# 手綱

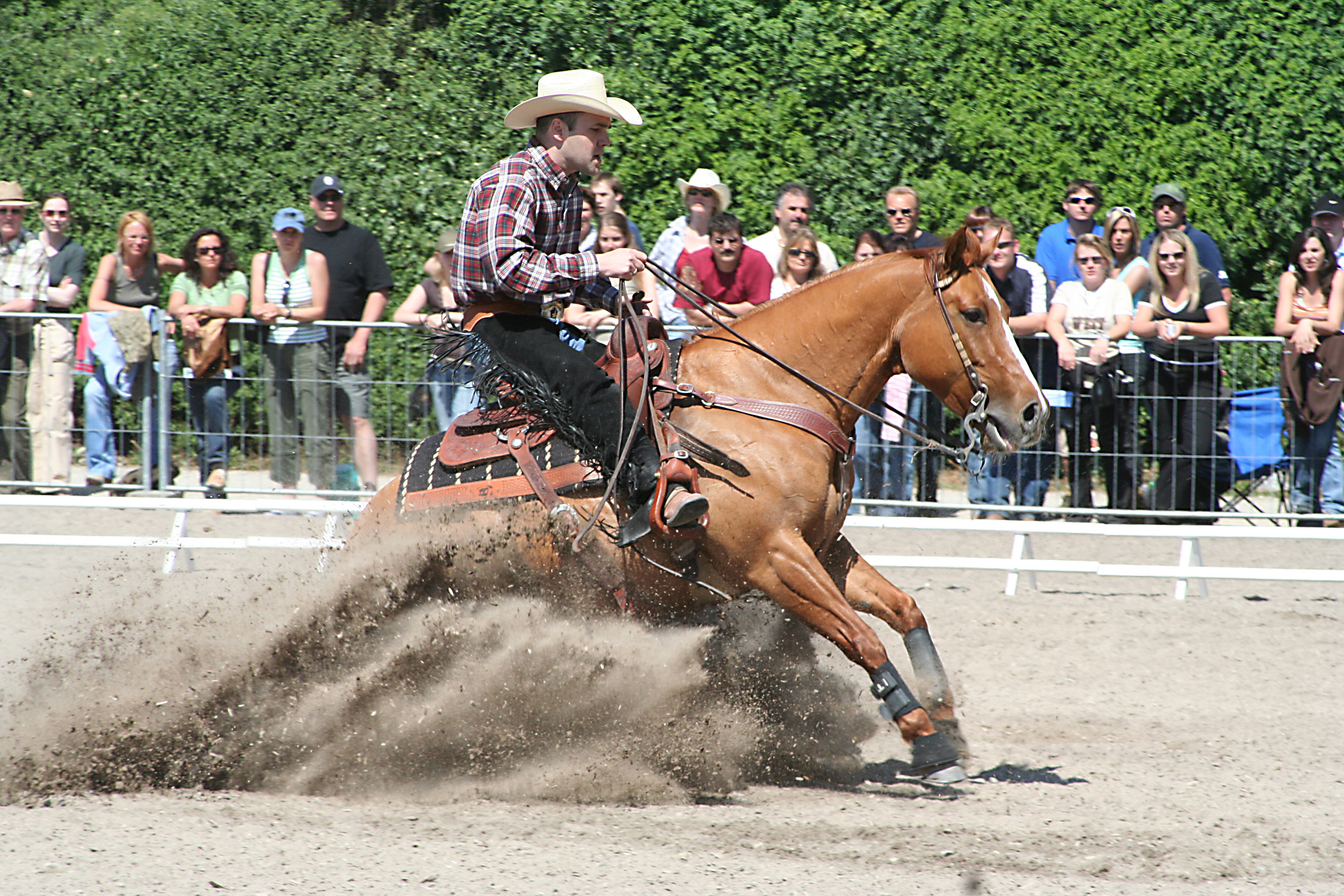
Reins are used to slow and direct the animal

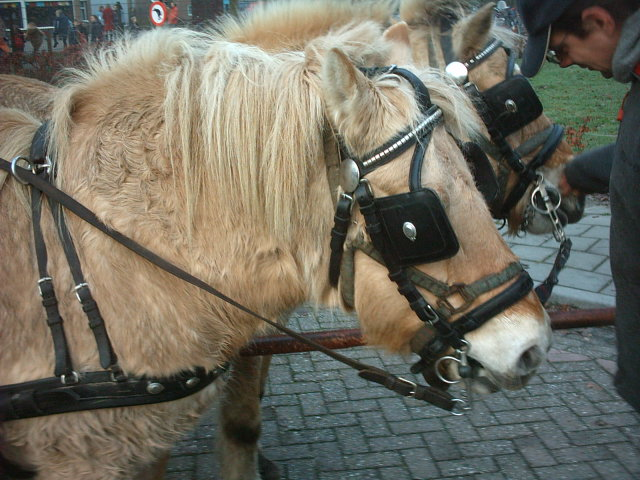
Reins attached to the rings or shanks of a bit

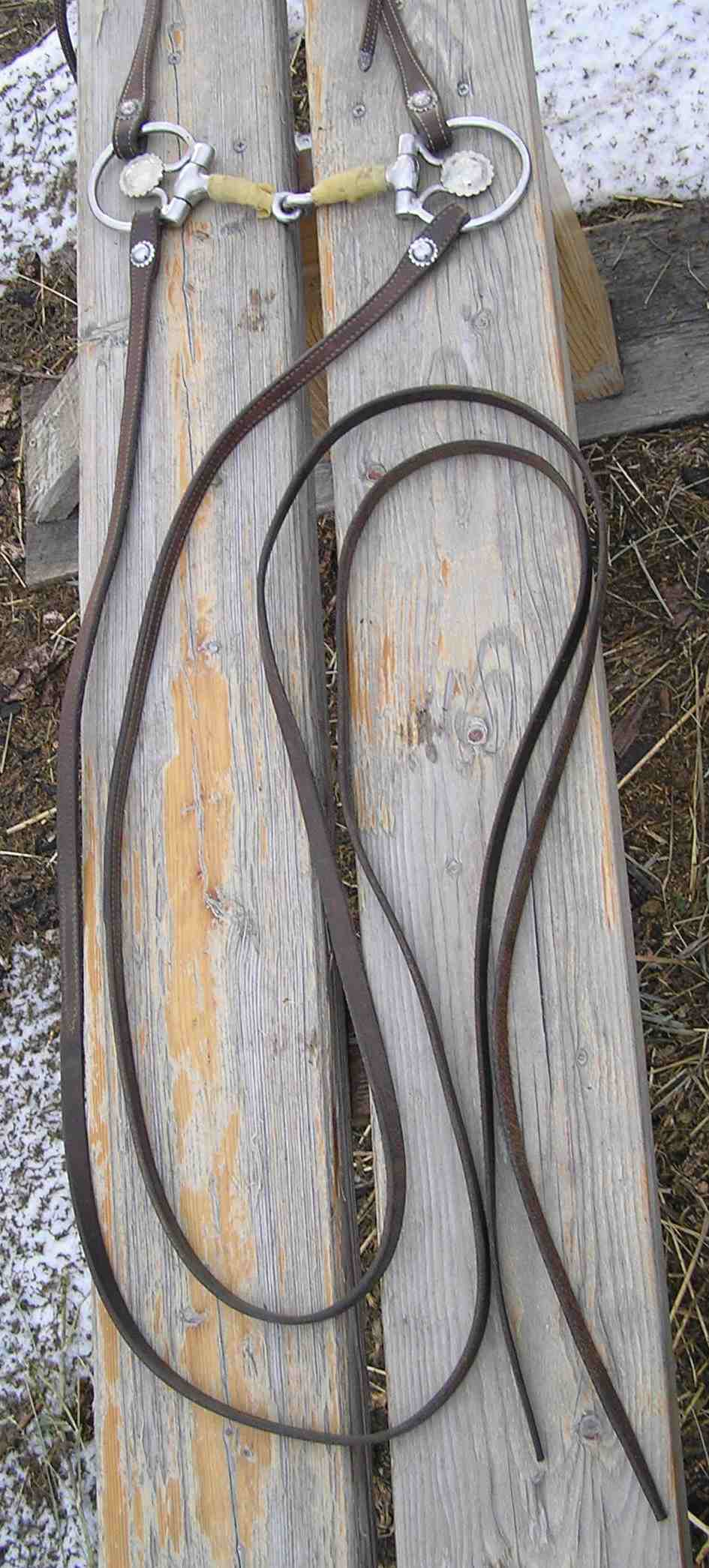
Split reins attached to a western style snaffle bit

手綱（たづな）は、乗馬する際、馬とコンタクトをとるための道具の一つ。頭絡の一部で、ハミに直接つながっている。乗り手はこれを手に持って、左右の方向指示や止まれなどの合図を馬に与える。
上級者においてはそのほかの扶助と組み合わせることでより複雑な運動を指示することが可能である。

## 開き手綱
馬を左右に旋回させる際に行う手綱の操作。
手綱を持っている両方の拳をほぼ水平に旋回方向に移動する。

## 押し手綱
馬を左右に旋回させる際に行う手綱の操作。
旋回方向の手綱を少し控え、反対側の拳で馬の首を軽く旋回方向に向けて押す。

## その他
- 『鳥獣人物戯画』（12 - 13世紀）には、猪に手綱をかけ、蛙が引く場面が描かれている（第11紙から16紙前半部）。